# Theizé
Theizé (auch: Theizé-en-Beaujolais) ist eine französische Gemeinde mit 1.293 Einwohnern (Stand: 1. Januar 2022) im  Département Rhône in der Region Auvergne-Rhône-Alpes. Sie gehört zum Arrondissement Villefranche-sur-Saône, zum Kanton Val d’Oingt und ist ein Mitglied im Gemeindeverband Beaujolais Pierres Dorées. Die Einwohner werden Theizéens genannt.

## Geographie
Theizé liegt rund 26 Kilometer nordwestlich von Lyon und etwa neun Kilometer südwestlich von Villefranche-sur-Saône im Weinbaugebiet Bourgogne. Umgeben wird Theizé von den Nachbargemeinden 
- Ville-sur-Jarnioux im Norden und Nordwesten,
- Jarnioux im Norden,
- Porte des Pierres Dorées mit Pouilly-le-Monial im Norden und Nordosten und Liergues im Nordosten,
- Pommiers im Nordosten,
- Anse im Osten,
- Lachassagne im Südosten,
- Alix im Süden und Südosten,
- Frontenas im Süden,
- Moiré im Süden und Südwesten,
- Val d’Oingt mit Oingt im Westen.

## Bevölkerungsentwicklung
| Jahr                       | 1962 | 1968 | 1975 | 1982 | 1990 | 1999 | 2006 | 2013 |
| Einwohner                  | 672  | 643  | 781  | 874  | 915  | 999  | 1038 | 1104 |
| Quellen: Cassini und INSEE |      |      |      |      |      |      |      |      |

## Sehenswürdigkeiten
- Kirche Saint-Antoine, 1898 bis 1905 erbaut
- alte Kirche aus dem 12./13. Jahrhundert
- Kapelle Saint-Hippolyte, 1602 erbaut
- Schloss Rochebonne, im 17. Jahrhundert wieder errichtet
- Schloss Rapetour

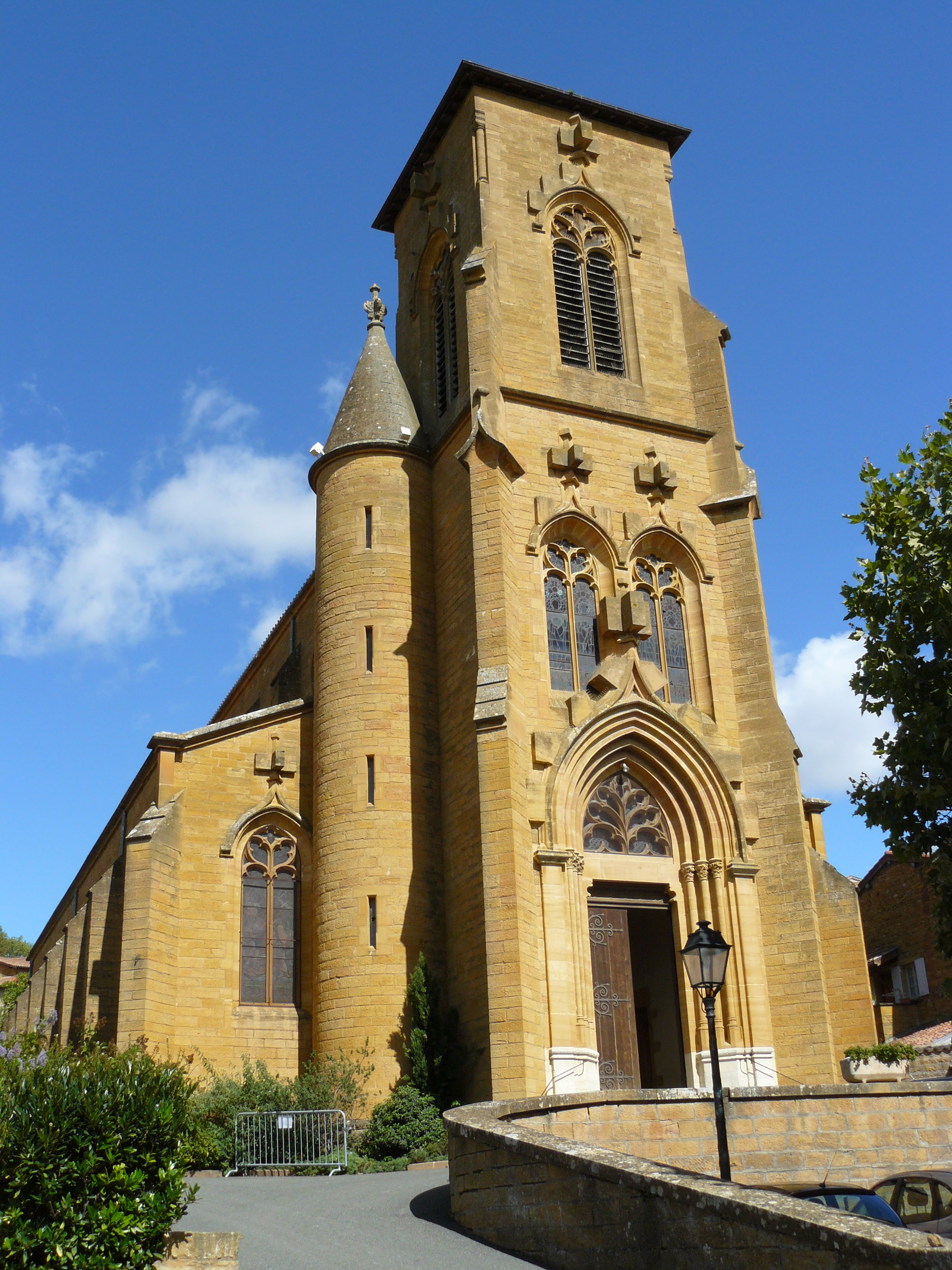
Kirche Saint-Antoine
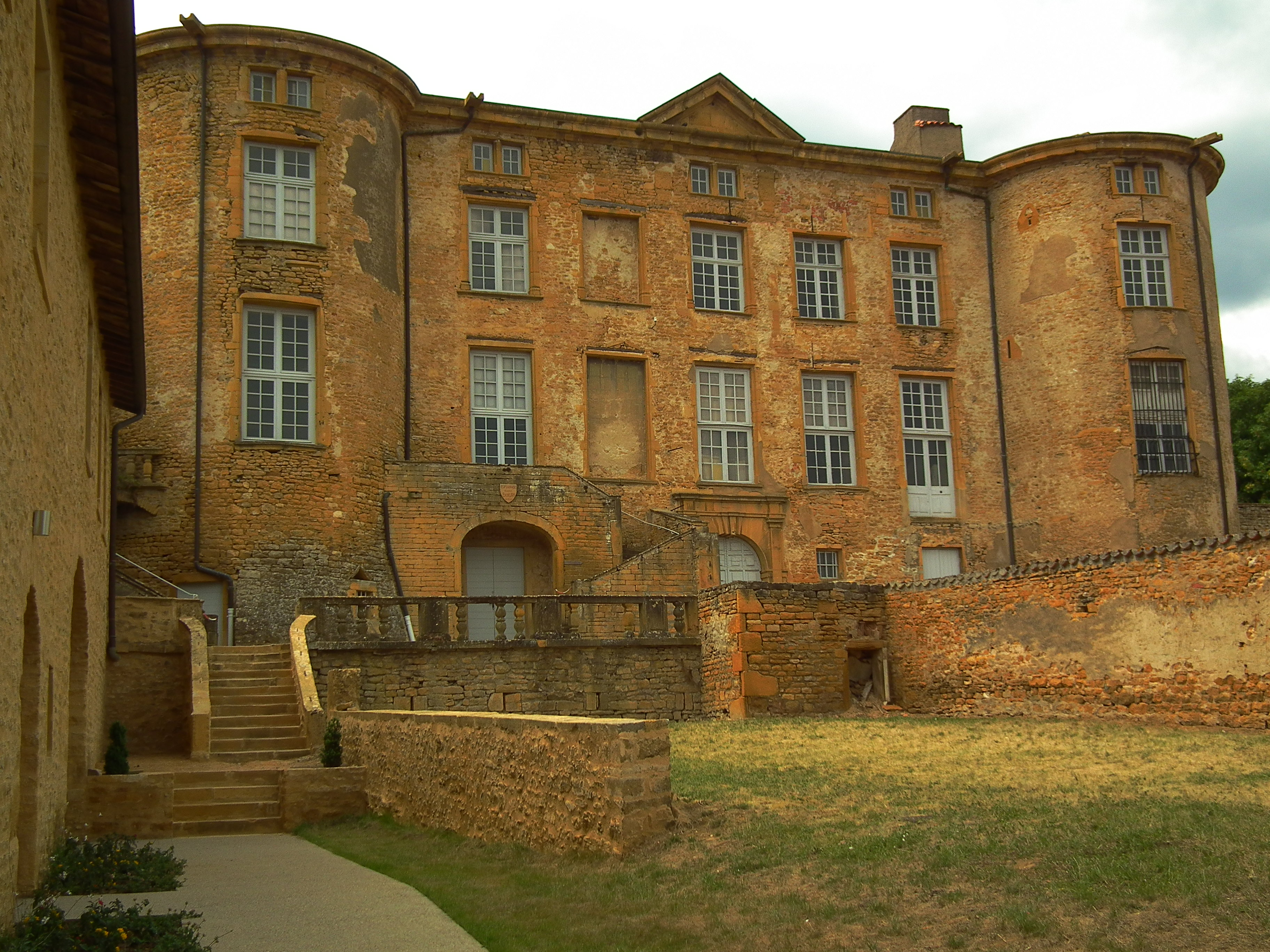
Schloss Rochebonne
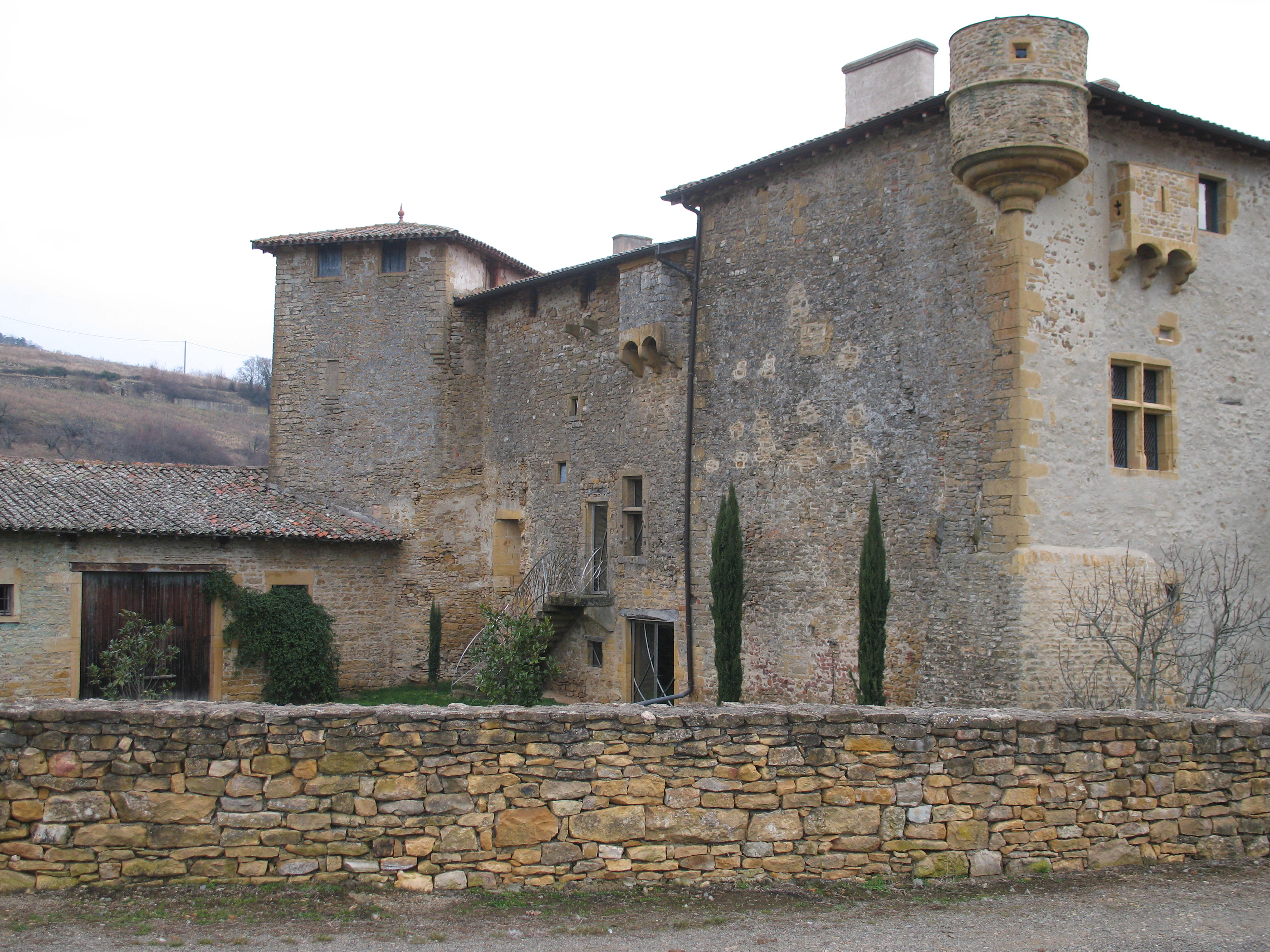
Schloss Rapetour

## Persönlichkeiten
- Charles Lapicque (1898–1988), Maler